# Wang Lixiong
Pour les articles homonymes, voir Wang (patronyme).
Wang Lixiong (chinois simplifié : 王力雄 ; pinyin : Wáng Lìxióng), né le 2 mai 1953 à Changchun en Mandchourie est un écrivain et militant chinois  ayant écrit sur la question tibétaine et le Tibet dont il est considéré comme un spécialiste. Résidant à Pékin, il est marié à la poétesse Woeser et s'est converti au bouddhisme tibétain.

## Biographie
Wang Lixiong est né le 2 mai 1953 à Changchun en Mandchourie. Il fut envoyé en rééducation pendant la révolution culturelle et dut notamment suivre des études de mécanique automobile. Après la révolution culturelle, il travaille dans une usine automobile en Mandchourie puis à Wuhan. 
Il s’intéresse à la politique et conceptualise un modèle de système électoral par étapes dès 1975. En 1978, il participe au mouvement du mur de la démocratie et publie un premier essai dans la revue Jintian (Aujourd’hui). Il publie son premier roman en 1983. 
En 1984, il descend le fleuve Jaune sur un radeau traversant des territoires tibétains, et commence à s’intéresser à la question tibétaine. Il adhère à l’Association des écrivains chinois en 1988 et en démissionne en 2001.
En 1994, il termine un livre de théorie politique, Rongjie quanli – zhuceng dixuan zhi (Diffusion du pouvoir – un système électoral par étapes), proposant des réformes démocratiques adaptées à la Chine. La même année il participe à la création d'une ONG pour la protection de l’environnement, Ziran zhi you (Les Amis de la nature). 
Entre 1995 et 1998, il se rend fréquemment au Tibet et publie l’étude Tianzang : Xizang de mingyun (Funérailles célestes : le destin du Tibet). En 1999, il s’intéresse au Xinjiang et sera arrêté, mais il publie en 2001 Xinjiang zhuiji (Souvenirs du Xinjiang), où il revient sur ses mésaventures à Urumchi. 
Wang Lixiong a eu l’occasion de rencontrer à plusieurs reprises le 14e dalaï-lama, avec qui il aura des discussions approfondies. En 2002, il publie Yu dalailama duihua (Entretiens avec le dalaï-lama).
Wang Lixiong a soutenu Tenzin Delek Rimpoche, un grand lama tibétain de la région de Litang qui a été injustement accusé d'attentat. Le 13 décembre 2002, Wang Lixiong et 24 autres intellectuels chinois ont signé une pétition qui réclamait des avocats indépendants dans le procès en appel de Tenzin Delek Rimpoche, le droit pour les médias locaux et internationaux de couvrir le procès et d’interviewer les fonctionnaires du gouvernement chinois et la possibilité pour des représentants de la communauté tibétaine en exil d’assister au procès. 
Wang Lixiong et d'autres auteurs chinois en Chine et à l'extérieur ont invité les gouvernants chinois à considérer sérieusement l'approche de la voie médiane proposée par le Dalaï Lama et à en faire la base d'un statut négocié pour le futur du Tibet. Wang Lixiong pense que le Dalaï Lama est la clef pour résoudre la question du Tibet,. Ses rencontres avec le 14e dalaï-lama et son analyse de la situation du Tibet sont notamment décrites dans son ouvrage Unlocking Tibet.
Wang Lixiong est marié à la poétesse et analyste tibétaine Woeser. Les deux blogs de Woeser ont subitement été fermés fin juillet 2006, à la demande des autorités chinoises et alors qu’une vague de censure dénoncée par Reporters sans frontières frappait l’Internet chinois. Woeser y publiait des essais sur la culture tibétaine, ainsi que des articles de Wang Lixiong dont le forum a aussi été fermé.
En mars 2008 Wang Lixiong, Yu Jie, Ding Zilin, Liu Xiaobo et d'autres intellectuels Chinois ont lancé un appel pour demander au gouvernement Chinois d'infléchir sa politique au Tibet et pour soutenir l'appel à la paix du Dalaï Lama.
En juillet 2009, à la suite des émeutes au Xinjiang, Wang Lixiong et sa femme Woeser ont lancé une pétition afin de demander la libération de l'universitaire Ilham Tohti. En effet, le 8 juillet l’économiste ouïgour Ilham Tohti, professeur à l’Université centrale des minorités et animateur d'un blog, a disparu de son domicile de Pékin. Les autorités chinoises lui reprochent d’avoir provoqué des troubles, en propageant des rumeurs concernant les émeutes au Xinjiang. La pétition souligne qu’Ilham Tohti revendique des relations amicales entre nationalités. Son blog a été conçu comme un espace d'échange, Ilham Tohti ne saurait être tenu pour responsable des propos tenus par des participants au forum du blog. Le 14 juillet, 250 personnes avaient signé cette pétition.
À propos de l'immolation de 16 Tibétains depuis mars 2011, Wang Lixiong évoque les enseignements de Gandhi : « Changer le gouvernement par nos souffrances » ou de Martin Luther King : « Nous vous affaiblirons par notre capacité à souffrir et un jour… Nous en appellerons à vos cœurs et consciences que nous gagnerons à notre cause ». Il considère que la lutte non violente connaît ses limites. « Le fait de protester n'engendrera que des pressions et celles-ci ne mènera nulle part si le pouvoir ne fait pas de compromis ».

## Prix
Le 7 octobre 2009, le Dalaï Lama a remis le Prix Lumière de la vérité à Wang Lixiong,.

## Publications
- 1990 Huanghuo (Péril jaune), sous le pseudonyme de Bao Mi (lit. "Tenu Secret"),
- 1994 Rongjie quanli – zhuceng dixuan zhi (Diffusion du pouvoir – un système électoral par étapes)
- 1998 Xizang de mingyun (Funérailles célestes : le destin du Tibet)
- 2001 Xinjiang zhuiji (Souvenirs du Xinjiang)
- 2002 Yu dalailama duihua (Entretiens avec le dalaï-lama).
- 2005 Unlocking Tibet: A Chinese Author’s Perspective on Tibet Issue, Switzerland, par Wang Lixiong et Woeser
- (en) The Struggle for Tibet, coauteur avec Tsering Shakya, Londres : Verso, 2006,  (ISBN 1844670430) ; cet ouvrage comprend une  introduction par Robert Barnett, « Sky Burial: The Fate of Tibet », et le roman de politique-fiction « Yellow Peril ».
- 2010 Mémoire interdite. Témoignages sur la Révolution culturelle au Tibet, éd. Gallimard, trad. Li Zhang & Bernard Bourrit. (avec un article de Wang Lixiong intitulé "Réflexions sur la question tibétaine")
- Tsering Woeser, Wang Lixiong, Voices from Tibet: Selected Essays and Reportage, traduit par Violet Law, Hong Kong University Press, 2014,  (ISBN 988820811X et 9789888208111)